# Impromptu (eksperimentalfilm)
|  | Denne artikel er oprettet af botten Steenthbot ud fra en ekstern database. Den kan derfor have sproglige fejl eller mangler. Denne skabelon kan fjernes efter kontrol af indholdet. |

Impromptu er en dansk eksperimentalfilm fra 1997 instrueret af Kassandra Wellendorf efter eget manuskript.

## Handling
I Svend Hvidtfelt Nielsens musikstykke IMPROMPTU arbejdes der med bevægelsesmønstre i naturen. Både instruktør og komponist har taget udgangspunkt i et strømmende vandløb. Intentionen er at få naturens bevægelser til selv at afgive lyde i musikken. Få vandgræsset til at spille eller dirigere musikken som en "animering" af naturelementerne gennem musikken. IMPROMPTU er 5. del af serien LANDSKABER.